# 多古町立多古第二小学校
多古町立多古第二小学校（たこちょうりつ たこだいにしょうがっこう）は、千葉県香取郡多古町喜多井野にあった公立小学校。

## 概要
町の西部、栗山川支流多古橋川右岸に位置する。

## 沿革
- 1877年（明治10年） - 井野華蔵院に多古小学校の分校を設置[2]。
- 1885年（明治18年） - 分離独立して喜多小学校に改称[2]。
- 1889年（明治22年） - 旭小学校に改称[2]。
- 1909年（明治42年） - 多古第二小学校に改称[2]。
- 1978年（昭和53年） - 空港騒音対策防音校舎に改築[1]。
- 2016年（平成28年） - 閉校。多古第一小学校に統合。

## 学区
喜多大原・喜多井野・飯笹・間倉・一鍬田

## 進学
- 多古町立多古中学校